# Кардозо, Жентил
Жентил Алвес Кардозо (порт.-браз. Gentil Alves Cardoso; 5 июля 1906, по другим данным 27 июня 1901, Ресифи — 8 сентября 1970, Рио-де-Жанейро) — бразильский футбольный тренер. Отец другого известного тренера Ньютона Кардозо. Один из трёх тренеров в истории, которые тренировали пять самых титулованных клубов Рио-де-Жанейро — «Америку», «Ботафого», «Васко да Гаму», «Фламенго» и «Флуминенсе».

## Карьера
Жентил Кардозо родился в Ресифи в районе Торре. В возрасте 13 лет он сбежал из дома, отправившись в Рио-де-Жанейро. Там Кардозо перепробовал множество профессий: он был чистильщиком обуви, официантом, пекарем, водителей трамвая, носильщиком на местном рынке.
Я никогда не был ребенком. Бедный чёрный мальчик не знает, что такое детство. У меня остались только воспоминания о том времени, когда я уже потел за скудный хлеб.
В 1916 году он пошёл на службу на военно-морской флот. Возвратившись в Бразилию, Кардозо стал играть в футбол. Он начал карьеру в клубе «Сан-Кристован», а затем перешёл в «Палмейрас» из Рио-де-Жанейро. Параллельно Жентил работал в местном торговом флоте. С 1928 года Кардозо выступал за клуб «Сирио Либанес». В 1930 году он стал главным тренером команды. В этой команде он реализовал игру по схеме «WM», став первым в Бразилии, кто стал её использовать. Несмотря на это, первым тренером, кто в Бразилии играл по схеме «WM» традиционно считается Изидор Кюршнер, который показал преимущества подобного тактического построения для широкой публики, а сам Кардозо из-за неудач в её использовании, в дальнейшем отказался от подобной практики. Из «Сирио» Жентил ушёл в клуб «Бонсусессо», куда вместе с ним перешёл нападающий Леонидас. В этом клубе в атаке вместе с Леонидасом играл будущий знаменитый тренер Градин, и эти игроки повели клуб за собой: «Бонсусессо» забил 58 голов в 20 матчах, на 10 голов опередив чемпиона «Америку», но занял лишь 7 место.
В 1933 году Кардозо стал главным тренером «Оларии», а затем «Америки». В этой команде Жентил стал первым чернокожим тренером. Но его работа в клубе не была долгой: руководство команды привезло из Аргентины семь футболистов, что не было согласовано с тренером. Из-за этого они приняли решение расстаться, а Кардозо вновь уехал в «Бонсусессо», где проработал два сезона. Затем он тренировал клуб «Риогранденсе», с которым выиграл чемпионат города Риу-Гранди и клуб «Крузейро» из Порту-Алегри. Затем он два сезона работал в «Васко да Гаме» и вновь в «Риогранденсе». В 1942 году Кардозо во второй раз стал главным тренером «Америки», но клуб находился в тяжёлом игровом и финансовом кризисе. Жентил постепенно выводил команду из упадка, вплоть до 1945 года, когда Америка смогла занять третье место в чемпионате.
В 1945 году Кардозо стал тренером «Флуминенсе». Во время презентации он заявил: «Дайте мне Адемира, и я дам вам чемпионство»! Адемир перешёл в следующем году, и в следующем году «Флу» выиграл титул. 20 октября 1945 года клуб провёл первый матч под руководством Кардозо и обыграл в нём «Бангу» со счётом 5:0. В чемпионате 1946 года клуб забил 97 голов в 24 матчах. Но из-за равенства очков у четырёх команд, между ними был проведён дополнительный турнир, в котором «Флуминенсе» выиграл 3 матча из четырёх, а единственный гол в решающей игре против «Ботафого» забил именно Адемир. После неудачи в следующем сезоне Кардозо был уволен. Всего под руководством Жентила «Флуминенсе» сыграл 125 игр, выиграв 72, 26 сведя вничью и 27 проиграв. Последний матч под руководством Кардозо клуб провёл 21 декабря 1947 года, в нём он сыграл вничью с «Васко да Гамой». Также под руководством Жентила в клубе дебютировал молодой вратарь Карлос Кастильо, впоследствии ставший двукратным чемпионом мира.
Победа не требует объяснений, поражение не заслуживает оправданий, ничья не означает превосходства»
В 1948 году Кардозо возглавил «Коринтианс», заменив на посту главного тренера Армандо Дел Деббио. Под его руководством клуб провёл 22 матча, выиграв 13, три сведя вничью и шесть проиграв. Затем он недолго проработал в «Оларии», а в 1949 году возглавил «Фламенго». 11 сентября клуб провёл первый матч под руководством нового тренера и в нём проиграл «Флуминенсе» со счётом 1:2. Клуб перед его приходом находился в кризисе из-за ухода лидера команды Жаира. Но команда выступала неудачно и в 1950 году он покинул клуб. Под его руководством «Фламенго» провёл 59 матчей, выиграв 37, 13 сведя вничью и 9 проиграв. Единственным достижением в тот период стало приглашение в команду Декиньи, будущего лидера клуба. Затем он работал в «Крузейро» и «Бонсусессо». В 1952 году он стал главным тренером «Васко да Гамы» и привёл клуб к выигрышу чемпионата штата, в розыгрыше которого клуб одержал 17 побед в 20 матчах. После выигрыша в решающей встрече он заявил: «Я с толпой. А толпы свергают любое правительство». На следующий день он был уволен. Причиной назывались два обстоятельства: первое — недовольство богатых белых торговцев, патронов клуба этими словами; второе — руководство «Васко» заранее было настроено на возвращение на пост главного тренера команды Флавио Косты, который и заменил Кардозо на посту главного тренера. Помимо победы в достижения Кардозо можно занести вывод из молодёжного состава в основу клуба двух игроков — Вава и Идералду Беллини.
В следующем году Жентил стал главным тренером «Ботафого», но клуб занял только третье место, после чего был уволен. Но и здесь у Жентила есть достижение: он стал первым тренером «Гарринчи» в «Ботафого». Во время просмотра футболиста, на поле присутствовал его сын Ньютон, который не мог принимать решения о подписании контрактов игроков. Уже после окончания просмотра Нилтон Сантос увидел, что Жентил появился в раздевалке. Он настаивал, чтобы старший-Кардозо лично просмотрел футболиста. Жентил согласился и возвратил всех на поле. Через несколько минут, после того как Гарринча показал свой дриблинг, тренер согласился взять игрока в «Ботафого». А в дебютном матче Гарринча Кардозо настоял на том, чтобы тот взял на себя ответственность за пробитие пенальти. В том же году Кардозо считали одним из кандидатов на пост главного тренера сборной Бразилии, но предпочтение было отдано Зезе Морейре. Жентил заявил, что причиной окончательного выбора стал цвет его кожи. Он заявил: «Расизм — это факт, который прикрывает лицемерие». Самого себя Кардозо назвал «черным мальчиком из самых маленьких», а Морейру «белым мальчиком из самых больших».
В конце 1954 года Кардозо возглавил клуб «Спорт Ресифи» и в первый же сезон он привёл команду к выигрышу чемпионата штата. При этом тренер привёз из Рио-де-Жанейро несколько серьёзных игроков, включая вратаря Освалдо Бализу, защитника Эли и полузащитника Трасаю, которые и оказали решающую роль в победе. Затем он тренировал «Бонсусессо», с которой неожиданно занял шестое место. А в 1957 году Кардозо стал главным тренером «Бангу» и проработал там два года. В 1958 году Жентил вновь претендовал на пост главного тренера национальной команды, но ему опять предпочли другого наставника, Висенте Феолу. Он сказал: «Я так и не попал в сборную Бразилии, как и Руй Барбоза не стал президентом. Нас обидели». Бразильская спортивная конфедерация официально никак не комментировала неназначение Жентила, однако в прессе его оскорбляли, называя «говорящим чёрным». Но после увольнения Феолы, Кардозо был назначен на пост главного тренера сборной для участия на неофициальном чемпионате Южной Америки, позже приравненного к официальным розыгрышам турнира. Сборная состояла из игроков команд, выступающих в чемпионате штата Пернамбуку. Сборная провела 4 матча, выиграв два и два проиграв, заняв лишь третье место. Так Кардозо стал первым чернокожим тренером, возглавлявшим сборную Бразилии на официальном турнире.
Тренер обязан видеть, что творится в душах игроков. Он должен быть проводником и чудотворцем. Мастером и целителем. Дать зрение слепым и костыли калекам
В феврале 1959 года Кардозо недолго был главным тренером «Понте Преты», откуда перешёл в «Санта-Круз» из Ресифи, с которым выиграл чемпионат штата. А затем повторил это достижение с «Наутико» годом позже. В 1961 году он возглавил клуб «Пайсанду», который привёл к двум подряд выигрышам чемпионата штата Пара. 8 июня 1963 года Кардозо стал главным тренером лиссабонского «Спортинга». После назначения он сказал: «Я самый старый тренер в мире. Когда я уйду, я хочу уйти из профессии». Кардозо начал в клубе с победы в Кубке Чести над «Бенфикой» со счётом 3:0, а затем с удачных выступлений в розыгрыше Кубка Кубков, включая рекордную победу в розыгрыше европейских международных соревнований, когда со счётом 16:1 был обыгран АПОЭЛ. Позже из-за неудачных выступлений в чемпионате Португалии, клуба нанял на пост технического секретаря Анселму Фернандиша, оставив за Жентилом должность «полевого тренера». 26 февраля в матче Кубка Кубков «Спортинг» проиграл «Манчестер Юнайтед» со счётом 1:4. Последний матч клуб под его руководством провёл 8 марта, где команда сыграла вничью с «Ольяненсе». Он сказал: «Когда меня уволили, я уже не имел никакого отношения к команде. Я уже её покинул. А не уходил я из-за компенсации. Они сказали: да пусть этот парень остаётся. И бедолага остался. Но в конце концов я стал тем, кто заплатил. Я был Юлием Цезарем, но кто-то другой был Брутом». Клуб под его руководством провёл 29 матчей, выиграв 18, шесть сведя вничью и пять проиграв.
В 1964 году Кардозо возратился в Бразилию, возглавив клуб «Португеза». Во время работы в этой команде он сказал одну из фраз, которая прочно вошла в футбольный фольклор Бразилии. На просьбу журналиста перед матчем с «Васко да Гамой» дать проноз на игру, Жентил сказал: «Это будет зерба», намекая на маловероятный положительный результат. Но этот результат произошёл, и «Португеза» выиграла со счётом 2:1. Затем он работал в клубе «Деспортива Ферровиария» из Рио-де-Жанейро, «Америка» и «Бангу». Годом позже вновь тренировал «Спорт Ресифи» и «Санта-Круз», а в 1967 году работал с клубами «Кампу Гранди» и «Васко да Гама». Ещё через год Кардозо работал с «Пайсанду», потом с эквадорским «Эль Насьоналем». Последним клубом в карьере Жентила стал «Сан-Кристован», клуб в котором он начал свою карьеру. Когда Кардозо пришёл в раздевалку, он написал на доске: «Я вернулся, это моё место». Однако там он тренировал недолго из-за проблем со здоровьем: ещё в 1968 году у Кардозо ухудшилось самочувствие, связанное с язвой желудка. В мае 1970 года он был госпитализирован и прооперирован в больнице Аэронаутика. 8 сентября того же года он скончался из-за послеоперационных осложнений.

## Достижения
- Победитель турнира Реломпагу: 1945
- Чемпион штата Рио-де-Жанейро: 1946, 1952
- Обладатель Кубка города Сан-Паулу: 1948
- Чемпион штата Пернамбуку: 1955, 1959, 1960
- Чемпион штата Пара: 1961, 1962
- Обладатель Кубка обладателей кубков: 1963/1964